# Tylochromis regani
Tylochromis regani är en fiskart som beskrevs av Stiassny, 1989. Tylochromis regani ingår i släktet Tylochromis och familjen Cichlidae. IUCN kategoriserar arten globalt som nära hotad. Inga underarter finns listade i Catalogue of Life.